# Alphen Estate
De Alphen Estate is een historisch landgoed gelegen aan de voet van Wynberg Hill in Constantia, Kaapstad. Het wordt beschouwd als een van de oudste erfgoedlocaties in de regio en heeft een lange geschiedenis die teruggaat tot de vroege 18e eeuw.

## Geschiedenis
De oorspronkelijk toegewezen landerijen op de locatie werden in 1714 verleend aan Theunis Dircksz van Schalkwyk. Het gebied maakte oorspronkelijk onderdeel uit van de Groot Constantia, de oudste wijnregio op het Zuid-Afrikaanse zuidelijk halfrond met een geschiedenis die teruggaat tot 1685. De naam Alphen is vermoedelijk vernoemd naar een VOC-schip met dezelfde naam. Het landgoed begon als een kleine boerderij, maar ontwikkelde zich door de eeuwen heen tot een goed onderhouden estate met diverse architectonische stijlen, waaronder het centrale huis dat in 1753 werd gebouwd door Abraham Leever.  
Het complex werd in 1973 door de Zuid-Afrikaanse autoriteiten erkend als Nationaal Monument.  
De meest opvallende architectonische kenmerken zijn onder andere het huis uit de 18e eeuw en de oudste molen op de Kaap uit circa 1772.

## Eigendom en archeologie
Sinds de late 19e eeuw is eigendom van de familie Cloete, die het landgoed tot op heden bezit. Op het terrein zijn diverse archeologische vondsten gedaan, waaronder aardewerk, kanonskogels en andere artefacten, die wijzen op bewoning en militaire activiteit, mogelijk gerelateerd aan de Slag om Muizenberg (1795).

## Wijnbouw en ontwikkeling
De Alphen Estate was een van de eerste wijndomeinen in Zuid-Afrika die druiven kweekte, wijn produceerde en deze aan het publiek verkocht. In de 19e eeuw verwierf de regio bekendheid om zijn zoete dessertwijnen. In 1886 werd de wijnstok vernield door de druivenziekte phylloxera. Later, geïnspireerd door studies in Frankrijk, werd de wijnproductie door de familie Cloete nieuw leven ingeblazen.

## Rol tijdens de Tweede Boerenoorlog
Tijdens de Tweede Boerenoorlog (1899–1902) diende het landgoed onder andere als locatie voor communicatie en het uitwisselen van geheime documenten. Er zijn beschrijvingen dat valse bodemstukken en poppen werden gebruikt voor smokkel van geheime berichten. Zo zou een holle eik op het terrein als postvakje hebben gediend, waarin documenten konden worden verborgen. Wanneer de Boeren werden verslagen, zou Deliana Van Warmelow—die getrouwd was met Henry Cloete en als spionne voor de Boeren werkte—een blikje met bewijsmateriaal hebben begraven op het landgoed. Zij speelde een actieve rol in het smokkelen van geheime informatie tussen de Boeren en de republieken. Haar acties omvatten het gebruik van koffers met valse bodem en poppen waarin documenten verstopt konden worden. Tot op heden ligt dat blikje nog altijd op het terrein en is nog niet ontdekt.

## Hedendaagse betekenis
In 1962 werd het landgoed omgevormd tot een hotel. Het is tegenwoordig een luxe accommodatie dat de rijke geschiedenis en erfgoedwaarden probeert te behouden. Het terrein bevat nog altijd archeologische sporen, waaronder de oudste molen op de Kaap, en resten van de oorspronkelijke bewoning.